# Nongo-Souala
Nongo-Souala est une commune du Mali, dans le cercle et la région de Sikasso.